# 灘五鄉

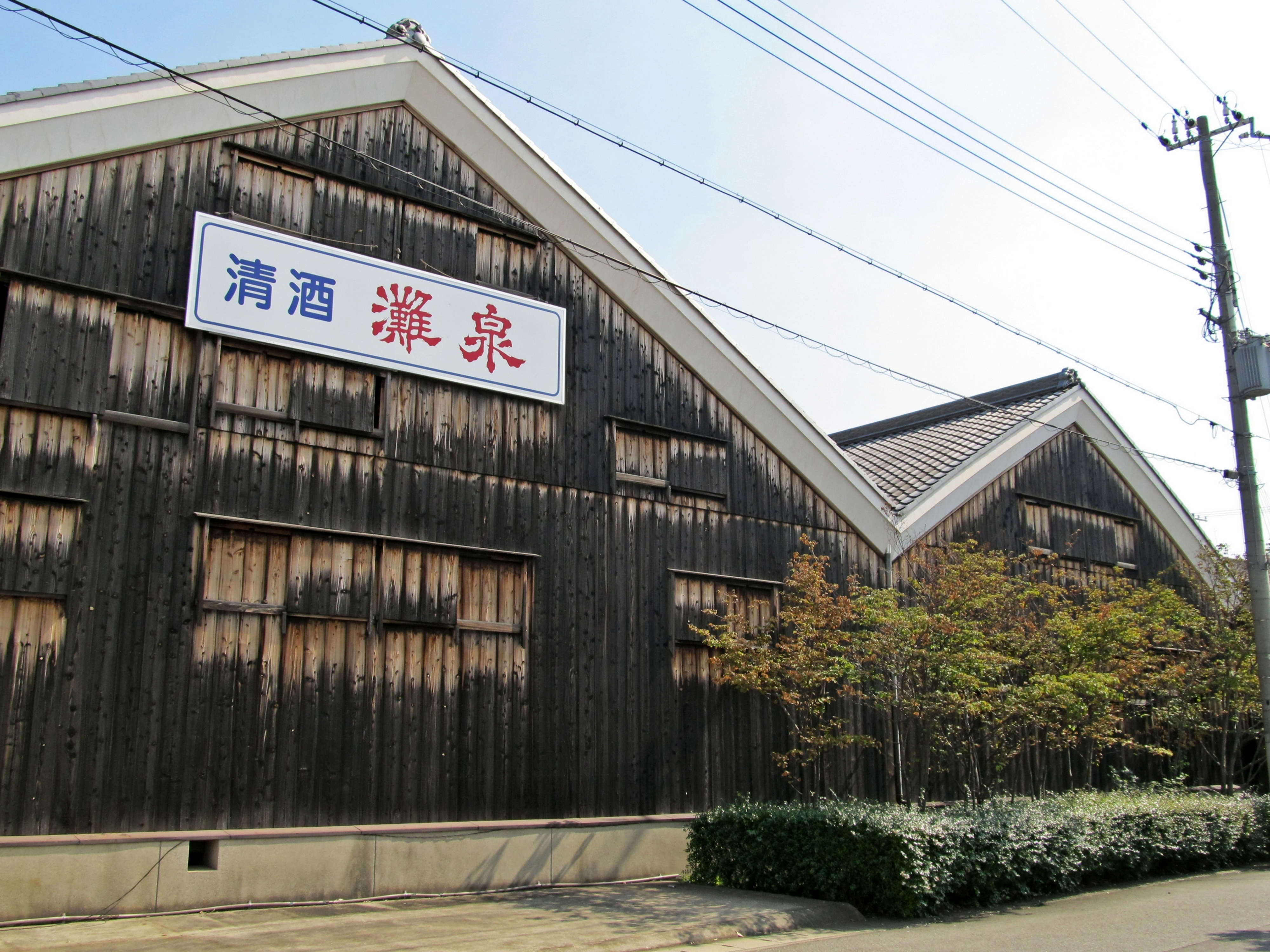
御影鄉灘泉的酒藏

灘五鄉（なだごごう）是知名的日本酒生産地，指兵庫縣神戶市東灘區・灘區至西宮市的阪神間地域的西鄉、御影鄉、魚崎鄉、西宮鄉和今津鄉。取自適於造酒的高品質的酒米（山田錦）和高品質的礦泉水（宮水），同時擁有便於水上輸送的港口，因此作為日本酒的名産地而繁榮。

## 歷史
江戶時代中期以降，灘地區因對江戶輸送的便利性，取代攝津代表的酒産地伊丹・池田，成為上方酒的主流。
明治時代以降，富裕的釀造家成為阪神間現代主義文化的推動者。
除了以灘五鄉為根據地的造酒業者以外，各地的造酒業者也在當地設廠，使當地至今仍是日本第一的造酒業地帶。因為新酒的漂香，所以，當地被環境省選為香風景100選之一。

## 江戶前期的灘目三鄉
- 今津鄉
- 上灘鄉
- 下灘鄉

## 江戶時代的灘五鄉
上灘鄉分裂成3組。
- 今津鄉：現在的兵庫縣西宮市今津地區
- 東組（魚崎鄉）：現在的兵庫縣神戶市東灘區魚崎・本庄地區
- 中組（御影鄉）：現在的兵庫縣神戶市東灘區御影・住吉地區
- 西組（西鄉）：現在的兵庫縣神戶市灘區新在家・大石地區
- 下灘鄉：現在的兵庫縣神戶市中央區

## 明治中期以降的灘五鄉

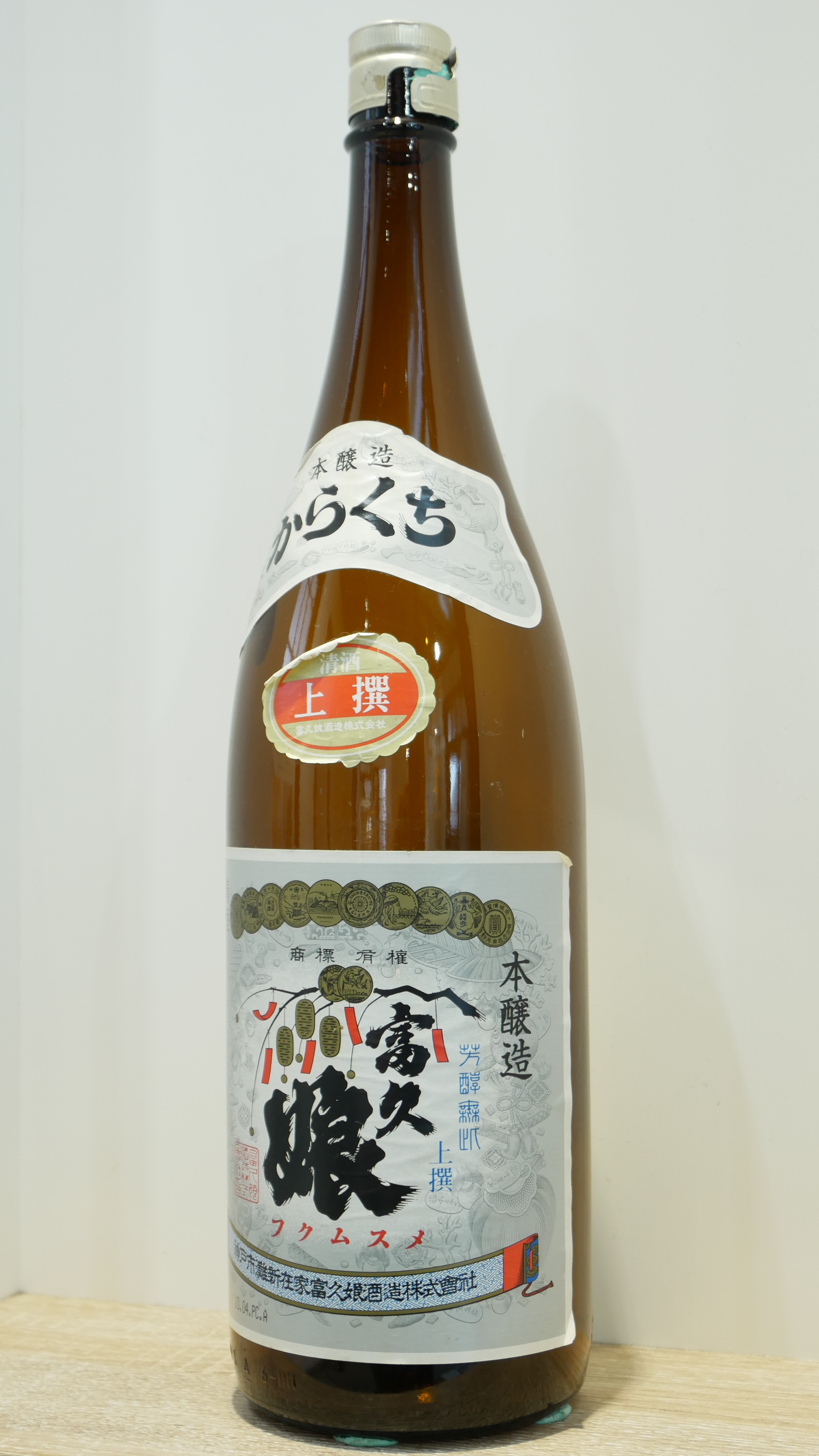
西鄉富九娘清酒

下灘鄉衰退，加入西宮鄉。 （括弧內的是已廢業的業者）
- 今津鄉：現在的兵庫縣西宮市今津地區
  - 大關・白雪（集中至伊丹）・扇正宗・金鹿（委託大關釀造）
- 西宮鄉：現在的兵庫縣西宮市濱脇・用海地區
  - 白鹿・白鷹・日本盛・（多聞（讓渡給大關））・灘自慢・喜一・金鷹（休業中）・（壽海（讓渡給澤之鶴））・灘一・寶娘・島美人・富貴・德若
- 魚崎鄉：現在的兵庫縣神戶市東灘區魚崎・本庄地區
  - 櫻正宗・道灌・松竹梅白壁藏・金正宗・（菊千歳）・（酒豪）・濱福鶴・大東一・（都菊）
- 御影鄉：現在的兵庫縣神戶市東灘區御影・住吉地區
  - 白鶴・菊正宗・劍菱・瀧鯉・福壽・灘泉・泉正宗・大黑正宗・（花川）・（戎面） ・（世界長（讓渡給澤之鶴））
- 西鄉：現在的兵庫縣神戶市灘區新在家・大石地區
  - 澤之鶴・忠勇（讓渡給白鶴酒造）・富久娘・金盃・（菊川）・月桂冠（集中至伏見）

## 灘五鄉以日本酒為主題的設施・博物館
- 白鹿記念酒造博物館（兵庫縣西宮市）
- 白鷹祿水苑（西宮市）
- 日本盛酒藏通煉瓦館（西宮市）
- 白鶴酒造資料館（兵庫縣神戶市東灘區）
- 神戶酒心館（神戶市東灘區）
- 菊正宗酒造記念館（神戶市東灘區）
- 濱福鶴吟釀工房（神戶市東灘區）
- 櫻正宗記念館櫻宴（神戶市東灘區）
- 酒匠館（神戶市東灘區）
- 澤之鶴資料館（兵庫縣神戶市灘區）

## 脚注
1. ↑  .   [2016-08-01]. （原始内容存档于2020-02-02）.

## 關連項目
- 弓弦羽神社

## 外部連結
- 灘五鄉酒造組合 （页面存档备份，存于）